# Rudolph Loewenstein
Rudolph Maurice Loewenstein (Łódź, 17 gennaio 1898 – New York, 14 aprile 1976) è stato uno psicanalista polacco naturalizzato statunitense che esercitò in Germania, Francia e Stati Uniti d'America.

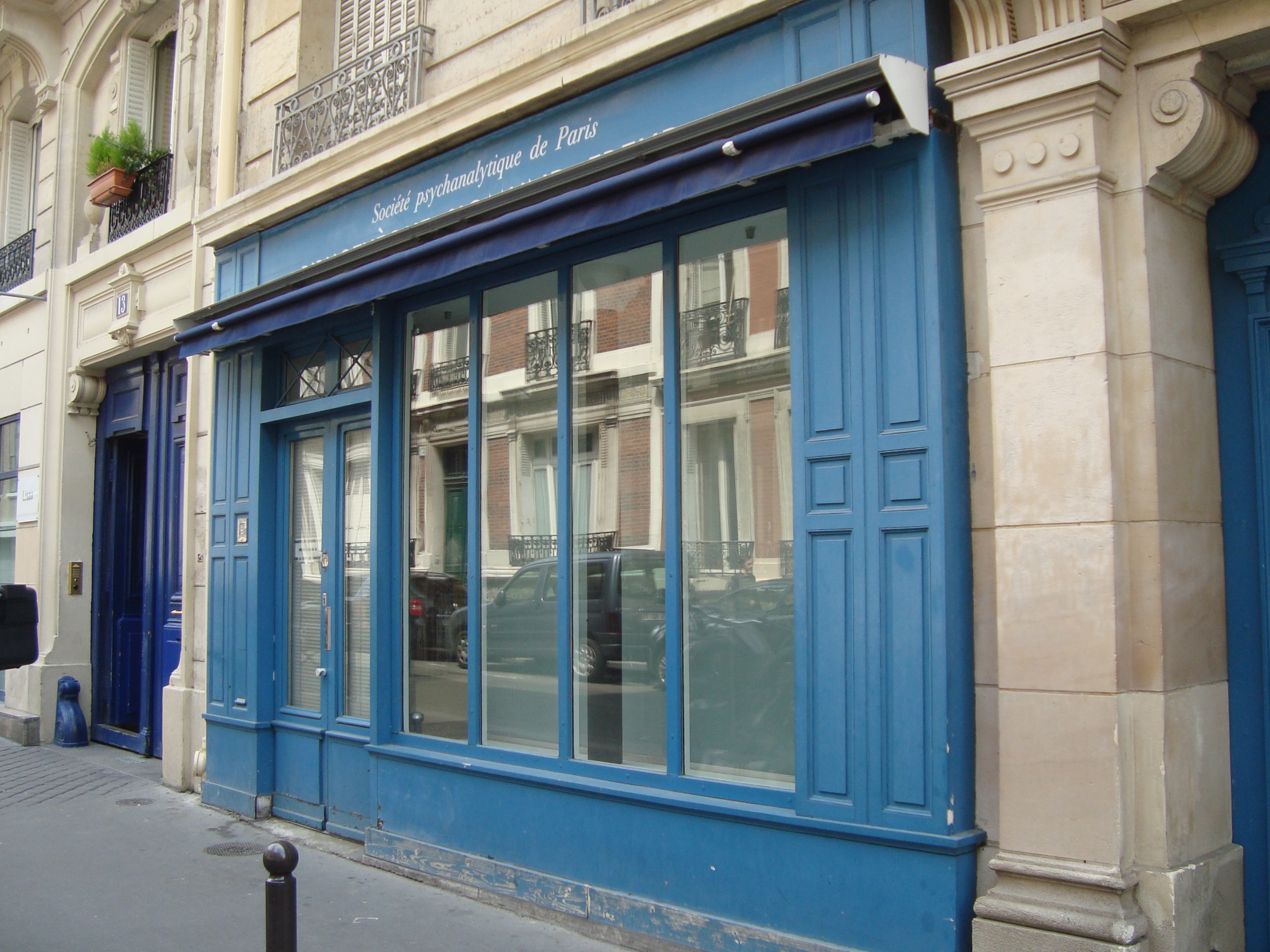
La sede della Società Psicoanalitica di Parigi

Nato in una famiglia ebraica a Łódź, città della Galizia, allora facente parte del Regno del Congresso, parte dell'Impero russo. Dopo aver studiato medicina in Polonia, emigrò a Zurigo anche per evitare l'antisemitismo, e poi a Berlino dove fu allievo di Hanns Sachs. Trasferitosi a Parigi su invito di Sigmund Freud, nella capitale francese ebbe un ruolo fondamentale per lo sviluppo della psicoanalisi in Francia. Il 4 novembre 1926 fondò, insieme a Laforgue, Hesnard, Eugénie Sokolnicka, Allendy, Parcheminey, Adrien Borel, Marie Bonaparte, Pichon, la Società Psicoanalitica di Parigi.
Nel 1942 si trasferì a New York, dove morì nel 1976.